# 今日も元気だ!お達者ラジオ
『今日も元気だ!お達者ラジオ』（きょうもげんきだ おたっしゃラジオ）は、2000年7月から2014年3月28日まで青森放送ラジオで放送されていた音楽番組である。放送時間は毎週月曜 - 金曜 6:30 - 6:40（日本標準時）。

## 概要
高齢者をターゲットにした平日朝の帯番組。番組はリスナーからのお便りを紹介した後、そのリスナーからのリクエストがあった曲を掛けていた。米澤章子担当期には、毎回「うたの思い出 思い出綴り…きょうも元気がありがたい。米澤章子です」という米澤の自己紹介で始まっていた。
2006年10月からは、土曜朝にも『お達者ラジオさたでー』という関連番組が放送されていた。こちらも本番組の出演者たちがパーソナリティを務めていたが、土曜版独自のコーナーを設けるなど内容は一部異なっていた。

## 歴代パーソナリティ
いずれも青森放送アナウンサー（後に離職した人物も含む）。全員『お達者ラジオさたでー』のパーソナリティも兼務していた。
- 青山英次[1]
- 永井まどか[1]
- 米澤章子

## タイムテーブル
- 6:30 今日も元気だ!お達者ラジオ
- 6:35 JFマリンバンク海の天気予報 - 内包番組。このコーナーのみ生放送。